# Torices
Torices es un lugar del municipio de Cabezón de Liébana, en la comarca de Liébana, Cantabria de 27 habitantes. Las características orográficas de dicha comarca, fortificada por los sistemas montañosos de Picos de Europa y la sierra de Peña Sagra, le otorgan un microclima privilegiado. Fruto de este microclima es la presencia de una biodiversidad en flora y fauna envidiable, encontrándose a pocos metros especies típicas de clima mediterráneo, como encinas y alcornoques; de especies de bosque marcadamente atlántico, como son las hayas y acebos. A su vez la conservación natural de la zona hace que aún hoy cuente en su entorno con gran variedad de especies animales, algunas de ellas amenazadas.
Torices dista 4,1 km de la capital municipal, y diez kilómetros aproximadamente de Potes, capital de la comarca y núcleo de actividad comercial de la misma.  

## Arquitectura
De su patrimonio arquitectónico destaca la iglesia parroquial de San Martín, que tiene vestigios románicos. En su interior hay varios retablos barrocos de estilo popular, procedentes de iglesias de otras aldeas de la contornada hoy desaparecidas. También se pueden ver ejemplos de la arquitectura montañesa.

## Historia
Como apunte histórico cabe citar que cercana a esta localidad se encontraba la aldea de Lebanes, arrasada por soldados franceses durante la Guerra de la Independencia española.
La tradición sitúa en Torices el lugar de nacimiento del rey asturiano Alfonso I, hijo Pedro, Duque de Cantabria, que llegara al trono tras casarse con la hija del héroe asturiano de la reconquista Don Pelayo.

## Economía
Aunque tradicionalmente el sector primario basaba la actividad local, en la actualidad se impone el enfoque hacia el turismo, contando con dos establecimientos de alojamiento rural, una casa de reposo y una taberna especializada en gastronomía local.